# Protein toplotnog šoka
Proteini toplotnog šoka (HSP) su grupa proteina koji se indukuju toplotnim šokom. Najprominentniji članovi ove grupe su klasa funkcionalno srodnih proteina koji uzimaju učešća u savijanju i odvijanju drugih proteina. Njihovo izražavanje je povišeno kad su ćelije izložene povišenim temperaturama ili drugim oblicima stresa. Taj proces je transkripciono regulisan. Dramatično povećanje izražavanja proteina toplotnog šoka je ključni deo responsa na toplotni šok i prvenstveno je indukovano faktorom toplotnog šoka (HSF). HSP proteini su prisutni u praktično svim živim organizmima, od bakterija do čoveka.
Proteini toplotnog šoka su imenovani na osnovu njihove molekulske težine. Na primer, najbolje izučeni HSP proteini, Hsp60, Hsp70 i Hsp80, su članovi familije proteina toplotnog šoka težina 60, 70, i 80 kilodaltona, respektivno. Mali, 8-kilodaltona težak protein ubikvitin, koji obeležava proteine za degradaciju, takođe pripada familiji proteina toplotnog šoka.

## Spoljašnje veze
- Heat-Shock+Proteins на 